# Tangerine Dream
Tangerine Dream é uma banda alemã, formada em 1967 por Edgar Froese (teclados e guitarra), considerada como um grande expoente do rock progressivo eletrônico, junto com o Kraftwerk.

## História
A carreira da banda é dividida em várias fases. A primeira iniciada em 1969 e terminada em 1973, marca uma sonoridade inspirada no Pink Floyd (fase Syd Barrett), com várias intervenções de teclados, e efeitos sonoros, e próxima da cena progressiva alemã denominada Krautrock. Destaque para os discos Zeit (1972) duplo com uma proposta ousada de uma "sinfonia eletrônica espacial", e Atem (1973) que incluía elementos tribais em algumas faixas.
A segunda, entre 1974 a 1982, considerada por muitos a fase de ouro do grupo, marca uma guinada na sonoridade da banda, que mesmo ainda apostando em longas suítes, marca uma maior independência sonora, em que o grupo adquiria uma identidade própria, e uma maior, e melhor utilização de teclados, sintetizadores, sequenciadores e efeitos sonoros em algumas faixas, uma proposta um pouco mais acessível, mesmo que ainda bastante experimental. Destaque para os discos Phaedra (considerado a obra-prima da banda, de 1974), Stratosfear (1976), Cyclone (o único com vocais, de 1978) e Force Majeure (1979). 
No início dos anos 80 a banda ingressou em uma curta mas bem-sucedida experiência compondo trilhas sonoras de filmes de Hollywood. Destaque para Thief (1981) com James Caan como protagonista; e Risky Business (1983) estrelado por Tom Cruise.
A partir de 1983 o grupo começa a seguir numa linha mais comercial, mesmo que em alguns trabalhos ainda aposte em suítes; o grupo adquire uma sonoridade mais direta, por vezes pop. Destaque para os discos Hyperborea (1983), Optical Race (1988) e Mars Polaris (1999).
Uma característica do grupo, é a constante troca de formações entre os membros da banda, onde somente Froese (que também possui trabalhos a solo) se mantendo no grupo desde 1969. Outros ex-integrantes da banda, como Michael Hoening, Peter Baumman e Christopher Franke, tem carreiras solo que merecem citação. 
Em 20 de janeiro de 2015 Edgar Froese veio a falecer, aos 70 anos. O tecladista Thorsten Quaeschning assumiu o comando do grupo mantendo-o em atividade.